# Titularbistum Gisipa
Gisipa ist ein Titularbistum der römisch-katholischen Kirche.
Es geht zurück auf ein früheres Bistum in der spätantiken römischen Provinz Zeugitana im heutigen nördlichen Tunesien. Das Bistum gehörte der Kirchenprovinz Karthago an.
| Titularbischöfe von Gisipa |                                   |                                                           |                   |                  |
| Nr.                        | Name                              | Amt                                                       | von               | bis              |
| 1                          | Basil Salvador Theodore Peres     | Koadjutorbischof von Mangalore (Indien)                   | 3. Juli 1952      | 4. Januar 1956   |
| 2                          | Pablo Correa León                 | Weihbischof in Bogotá (Kolumbien)                         | 10. November 1956 | 22. Juli 1959    |
| 3                          | Pierre-Marie-Henri-Baptiste Rougé | Koadjutorbischof von Nimes (Frankreich)                   | 8. November 1959  | 20. Juni 1963    |
| 4                          | Paul Nguyen-Ðình Nhiên            | Koadjutorbischof von Vinh (Südvietnam)                    | 5. Februar 1963   | 24. März 1969    |
| 5                          | Diego Padrón Sánchez              | Weihbischof in Caracas, Santiago de Venezuela (Venezuela) | 4. April 1990     | 7. Mai 1994      |
| 6                          | Gerald Michael Barbarito          | Weihbischof in Brooklyn (USA)                             | 28. Juni 1994     | 26. Oktober 1999 |
| 7                          | Arnold Orowae                     | Weihbischof in Wabag (Papua-Neuguinea)                    | 14. Dezember 1999 | 19. Oktober 2004 |
| 8                          | Eduardo Pinheiro da Silva SDB     | Weihbischof in Campo Grande (Brasilien)                   | 2. März 2005      | 22. April 2015   |
| 9                          | Dennis C. Villarojo               | Weihbischof in Cebu (Philippinen)                         | 3. Juli 2015      | 14. Mai 2019     |
| 10                         | Vitorino José Pereira Soares      | Weihbischof in Porto (Portugal)                           | 17. Juli 2019     |                  |